# 7,62×51mm NATO
Đạn 7.62×51mm NATO (7,62×51) là loại đạn có khối thuốc súng bên trong vỏ đạn rỗng dài 51 mm và đường kính là 7.62mm, chủ yếu do các nước trong khối NATO sản xuất, phân phối và sử dụng cho các loại súng máy, súng bắn tỉa như súng máy hạng trung  Rheinmetall MG3, M134, M60, M240; súng trường Heckler & Koch G3, ArmaLite AR-10, FN FAL, M14, Súng bắn tỉa M24 v.v.
Ngoài mục đích sử dụng ở trên súng, loại đạn này còn được dùng để làm tip ( đầu bút ) của một số mod bút quay như pARu Bullet mod, kAtts Acrylic Bullet mod,...

## Đầu đạn
- Cartridge, Caliber 7,62mm, NATO, Ball, M59 (Hoa Kỳ): 150.5-grain. Đầu đạn thường, một sự phát triển hơn nữa của đạn T65 ban đầu.
- Cartridge, Caliber 7,62mm, NATO, Armor Piercing, M61 (Hoa Kỳ): 150.5-grain. Đầu đạn xuyên giáp sơn đen.
- Cartridge, Caliber 7,62mm, NATO, Tracer, M62 (Hoa Kỳ): 142 grain (9,2 g). Đầu đạn vạch đường, sơn cam.
- Cartridge, Caliber 7,62mm, NATO, Grenade, M64 (Hoa Kỳ): đầu đạn rỗng dùng trong phóng lựu đầu nòng.
- Cartridge, Caliber 7,62mm, NATO, Ball, M80 (Hoa Kỳ): 146-grain. Đầu đạn thường.
- Cartridge, Caliber 7,62mm, NATO, Match, M118 (Hoa Kỳ): 173-grain 7.62×51mm NATO Full Metal Jacket Boat Tail round specifically designed for Match purposes. Introduced in 1968 as XM118, standardized in 1970 as M118. Produced at Lake City Army Ammunition Plant.
- Cartridge, Caliber 7,62mm, NATO, Ball, Special, M118 (United States): 173-grain 7.62×51mm NATO Full Metal Jacket Boat Tail round specifically designed for match purposes. Produced by Lake City Army Ammunition Plant. This is an interim match round which utilized M80 ball brass with the 173 grain (11,2 g) FMJBT bullet. During this period in the early to late 1980s the performance of the round declined. Powder, primer, brass, bullets were no longer produced in matching lots.
- Cartridge, Caliber 7,62mm, NATO, Ball, Special, M118LR (United States): 175-grain 7.62×51mm NATO Hollow Point Boat Tail round specifically designed for long-range sniping. Produced at Lake City Army Ammunition Plant.
- Cartridge, Caliber 7,62mm, NATO, Duplex, M198 (United States): 7.62×51mm NATO duplex round with two 84 grain (5,4 g) bullets. The developmental designation was T314E3.
- Cartridge, Caliber 7,62mm, NATO, Tracer, M276 (United States): 7.62×51mm NATO so-called "Dim Tracer" with reduced effect primarily for use with night vision devices, green cartridge tip with pink ring.
- Cartridge, Caliber 7,62mm, NATO, Match, M852 (United States): 168-grain 7.62×51mm NATO Hollow-Point Boat-Tail cartridge, specifically designed for use in National Match competitions, later approved by US Army JAG for combat use by snipers.
- Cartridge, Caliber 7,62mm, NATO, Saboted Light Armor Penetrator (SLAP), M948 (United States): 7.62×51mm NATO Saboted Light Armor Penetrator cartridge.
- Cartridge, Caliber 7,62mm, NATO, Armor Piercing, M993 (United States): 126.6-grain 7.62×51mm NATO armor piercing round, black cartridge tip.
- Cartridge, Grenade, L1A1 (United Kingdom): 7.62×51mm grenade launching cartridge with one subvariant (L1A2) with unknown differences.
- Cartridge, Ball, L2A1 (United Kingdom): 7.62×51mm ball cartridge, with three subvariants (A2-A4) with unknown differences.
- Cartridge, Tracer, L5A1 (United Kingdom): 7.62×51mm tracer cartridge, designed to last out to 1000 meters. Four subvariants exist, with brighter ignition (A2), tracer reduced to 750 meters (A3), with a pistol powder charge (A4), and with improved ballistics (A5).
- Cartridge, Ball, L42A1 (United Kingdom): 7.62×51mm ball cartridge, 155 grain round
- Cartridge, Ball, L44A1 (United Kingdom): 7.62×51mm ball cartridge, 144 grain round
- Cartridge, Caliber 7.62mm, NATO, Ball, F4 (Australia): 144-grain 7.62×51mm NATO ball cartridge. Australian equivalent to U.S. M80 round. In service with the Australian Defence Force.

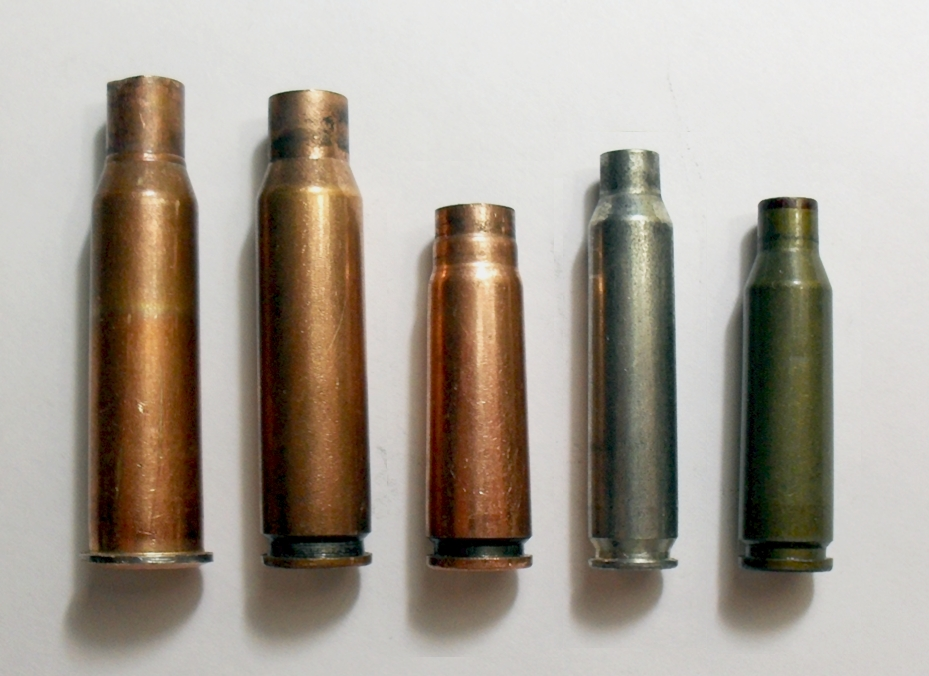
So sánh các cỡ đạn khác nhau. Lần lượt từ trái sang phải là 7.62x54mm R, 7.62×51mm NATO, 7,62×39mm, 5,56×45mm NATO, 5,45×39mm